# Paraergasilus minutus
Paraergasilus minutus is een eenoogkreeftjessoort uit de familie van de Ergasilidae. De wetenschappelijke naam van de soort is voor het eerst geldig gepubliceerd in 1956 door Fryer.